# Ziegfeld girl
Ziegfeld Girls fueron un grupo de coristas y showgirls que actuaban en los espectáculos teatrales de Broadway de Florenz Ziegfeld conocidos como Ziegfeld Follies (1907-1931) en la ciudad de Nueva York, que estaban basados en el Folies Bergère de París.

## Descripción

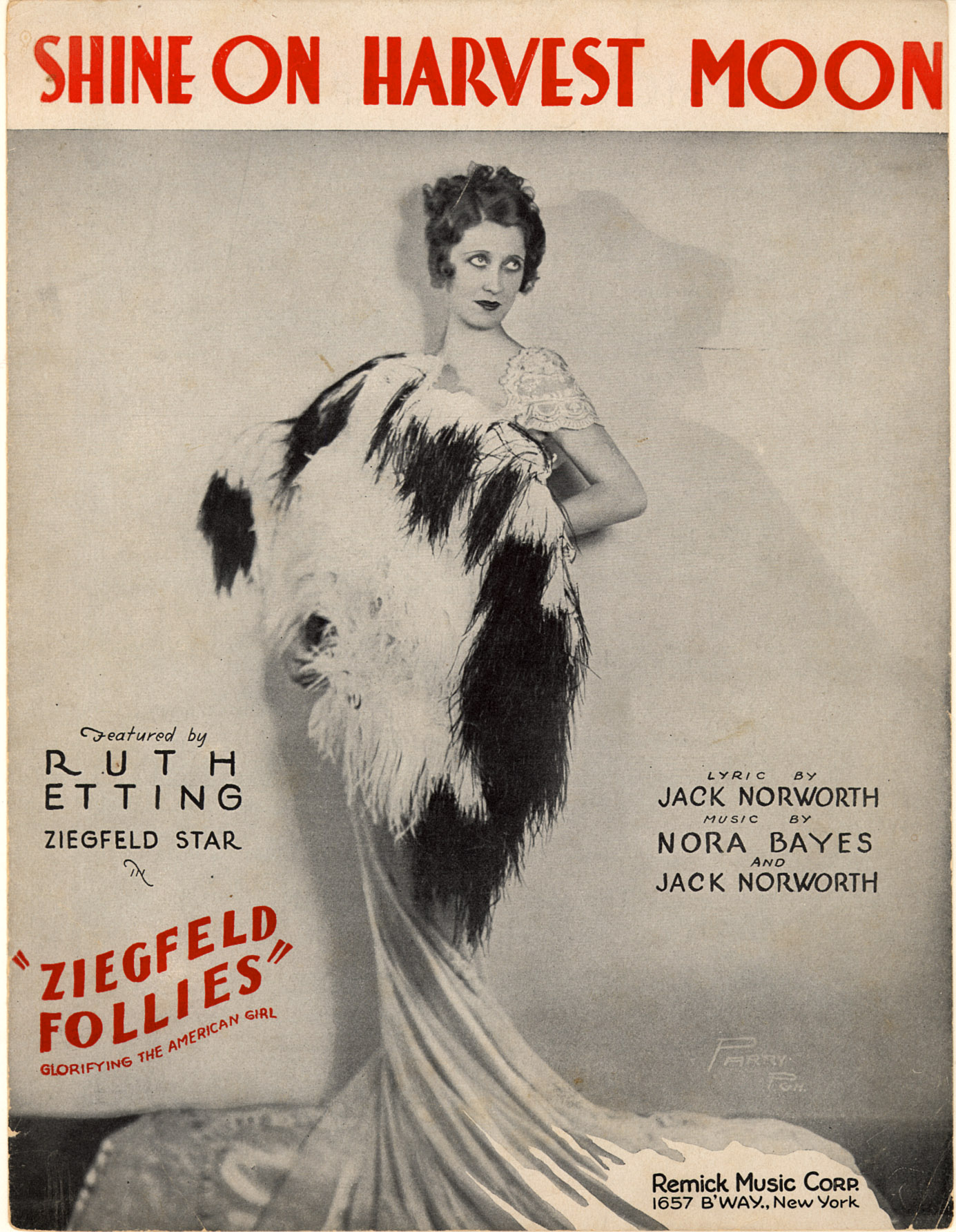
Portada de la partitura de "Shine on Harvest Moon" con Ruth Etting de las Ziegfeld Follies.

Las showgirls seguían los pasos de las "Florodora girls", quienes habían comenzado a "aflojar el corsé" de la Gibson girl a principios del siglo XX. Estas bellezas, quienes eran adornadas con diseños de Erté, ganaron muchos admiradores jóvenes y se convirtieron en objetos de adoración popular. Todas las showgirls tenían un aspecto similar, tanto en apariencia como en estatura. Bailaban en completa sincronización y se habían convertido en el único acto uniforme en las Ziegfeld Follies. Muchas fueron persuadidas a dejar el espectáculo para poder casarse; algunos hombres con quienes querían casarse tenían considerable riqueza. El Ziegfeld Ball en la ciudad de Nueva York continuó como un evento social de temporada durante años después de la última producción de The Follies.
En 1897, Ziegfeld trajo a Nueva York a Anna Held, a la que promocionó como la primera Ziegfeld girl y con la que inició una relación. En 1913, Ziegfeld la dejó definitivamente por su amante Lillian Lorraine, otra chica Ziegfeld; Held murió de mieloma múltiple en 1918 y Ziegfeld se había casado con Billie Burke en 1914. Aunque Ziegfeld tuvo muchas relaciones, Burke afirmó que Lorraine era la única que la podía poner celosa. Ziegfeld permaneció casado con Burke (y enamorado de Lorraine) hasta su muerte en 1932.

## Lista de Ziegfeld girls

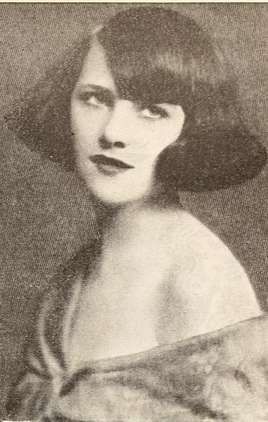
Anastasia Reilly, 1923.

Durante varios años, las Ziegfeld girls incluyeron a varias futuras estrellas como Fanny Brice, Marion Davies, Paulette Goddard, Joan Blondell, Olive Thomas, Jeanne Eagels, Barbara Stanwyck, Billie Dove, Lilian Bond, Louise Brooks, Nita Naldi, Julanne Johnston, Mae Murray, Dorothy Mackaill, Odette Myrtil, Lilyan Tashman, Claire Dodd, Cecile Arnold, Dolores Costello, Dorothy Sebastian, Juliette Compton, Mary Nolan, Iris Adrian, Annette Bade. Otras chicas Ziegfeld que se dedicaron a éxitos sociales o comerciales fueron Peggy Hopkins Joyce, Helen Gallagher, Anastasia Reilly, Sybil Carmen e Irene Hayes. Otras chicas Ziegfeld incluyen Leone Sousa, Monica Van Munster, Mildred Chris Kennedy, Irene Amelia Melfi, Dorothy Hale, y Helen Morgan.
Mona Louise Parsons trabajó como Ziegfeld girl y fue miembro de la resistencia neerlandesa durante la Segunda Guerra Mundial.

## Miembros rechazados

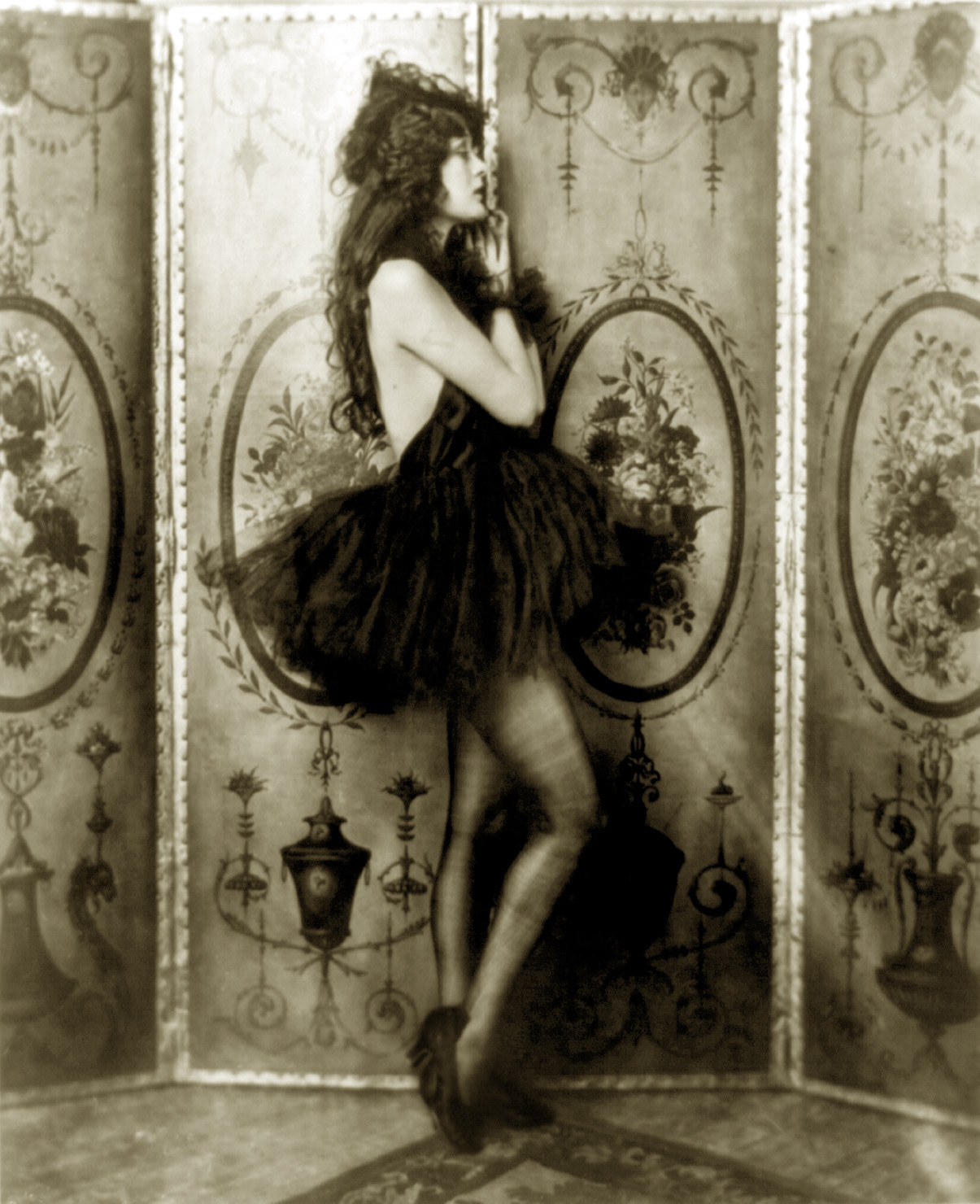
Dolores Costello como Ziegfeld girl, ca. 1923.

Aunque muchas futuras estrellas cinematográficas comenzaron a trabajar como Ziegfeld girls, Florenz Ziegfeld decidió rechazar a varias chicas para hacer una aparición en su revista. Norma Shearer (en 1919 y 1920), Alice Faye (en 1927), Joan Crawford (en 1924), Gypsy Rose Lee (en 1927), Lucille Ball (en 1927 y 1931), Phyllis Haver (en 1915), Eleanor Powell (en 1927), Ruby Keeler (en 1924), Hedda Hopper (en 1913), y June Havoc (en 1927 y 1931) estaban entre las muchas aspirantes que Florenz rechazó después de haber hecho una audición. En 1957, las miembros rechazadas aparecieron como invitadas misteriosas en el programa televisivo What's My Line?

## Últimas sobrevivientes
A principios del siglo XXI en Estados Unidos las sobrevivientes de las coristas del siglo pasado eran Las Rockettes del Radio City Music Hall. Doris Eaton Travis se convirtió en la última sobreviviente de las Ziegfeld Girls tras la muerte de Dorothy Raphaelson en 2005. Travis murió el 11 de mayo de 2010 a los 106 años.